# 기업 열전 K1
《기업 열전 K1》은 2009년 10월 22일부터 2010년 12월 30일까지 방송되었던 텔레비전 프로그램이다.

## 이전 출연자
진행자
- 한석준

패널
- 김영철 : 1회 ~ 8회.
- 홍록기 : 9회 ~ 12회
- 김경식 : 13회, 15회 ~ 34회, 36회 ~ 40회, 42회 ~ 43회
- 김생민 : 14회, 35회, 41회
- 이유진 : 1회 ~ 43회

## 방영 목록
- 방송 이후 중소기업 또는 중견기업의 범위에서 벗어난 기업은 기울임꼴로 표기하였다.
- 목록에서 노란색 바탕으로 표기된 부제는 특집 방송분이다.

| 회차 | 방송일           | 출연 기업                                    |
| ---- | ---------------- | -------------------------------------------- |
| 1회  | 2009년 10월 22일 | 웰크론                                       |
| 2회  | 2009년 10월 29일 | 성주음향                                     |
| 3회  | 2009년 11월 5일  | 캐프                                         |
| 4회  | 2009년 11월 12일 | 영도벨벳                                     |
| 5회  | 2009년 11월 19일 | 대원GSI                                      |
| 6회  | 2009년 11월 26일 | 루트로닉                                     |
| 7회  | 2009년 12월 3일  | 주성엔지니어링                               |
| 8회  | 2009년 12월 10일 | 넥스트칩                                     |
| 9회  | 2009년 12월 17일 | 뷰웍스                                       |
| 10회 | 2009년 12월 24일 | 오로라월드                                   |
| 11회 | 2010년 1월 7일   | 진글라이더                                   |
| 12회 | 2010년1월 14일   | 세실                                         |
| 13회 | 2010년 1월 21일  | 한일                                         |
| 14회 | 2010년 1월 28일  | 필룩스                                       |
| 15회 | 2010년 2월 4일   | 슈프리마                                     |
| 16회 | 2010년 2월 11일  | 세코닉스                                     |
| 17회 | 2010년 2월 18일  | 대륙제관                                     |
| 18회 | 2010년 2월 25일  | 우성아이비                                   |
| 19회 | 2010년 3월 4일   | 연우                                         |
| 20회 | 2010년 3월 11일  | 벨금속공업                                   |
| 21회 | 2010년 3월 18일  | 코캄                                         |
| 22회 | 2010년 3월 25일  | 메디톡스                                     |
| 23회 | 2010년 4월 1일   | 상보                                         |
| 24회 | 2010년 4월 8일   | 인포피아                                     |
| 25회 | 2010년 4월 15일  | 성안                                         |
| 26회 | 2010년 4월 22일  | 오텍                                         |
| 27회 | 2010년 5월 6일   | 코맥스                                       |
| 28회 | 2010년 5월 13일  | 100년 기업의 꿈 한국형 장수기업 DNA를 찾아라 |
| 29회 | 2010년 5월 20일  | 한국OGK                                      |
| 30회 | 2010년 5월 27일  | 유진크레베스                                 |
| 31회 | 2010년 6월 3일   | 트렉스타                                     |
| 32회 | 2010년 6월 10일  | 쎄트렉아이                                   |
| 33회 | 2010년 6월 17일  | 부강샘스                                     |
| 34회 | 2010년 6월 24일  | 시뮬라인                                     |
| 35회 | 2010년 7월 1일   | DGI                                          |
| 36회 | 2010년 7월 8일   | 롤팩                                         |
| 37회 | 2010년 7월 15일  | 선일금고제작                                 |
| 38회 | 2010년 7월 22일  | 유니온랜드                                   |
| 39회 | 2010년 7월 29일  | 메디슨                                       |
| 40회 | 2010년 8월 5일   | 일신바이오베이스                             |
| 41회 | 2010년 8월 12일  | 지구 곳곳에서 코리아 넘버원을 만드는 사람들  |
| 42회 | 2010년 8월 19일  | 기업 열전 CEO들을 만나다                     |
| 43회 | 2010년 8월 26일  | 모텍스                                       |
| 44회 | 2010년 9월 2일   | 쿠쿠홈시스                                   |
| 45회 | 2010년 9월 9일   | 메타바이오메드                               |
| 46회 | 2010년 9월 16일  | 동인기연                                     |
| 47회 | 2010년 9월 30일  | 국순당                                       |
| 48회 | 2010년 10월 7일  | 이건창호                                     |
| 49회 | 2010년 10월 14일 | PMC 프러덕션                                 |
| 50회 | 2010년 10월 21일 | 극동보석                                     |
| 51회 | 2010년 10월 28일 | 세아상역                                     |
| 52회 | 2010년 11월 4일  | 동아지질                                     |
| 53회 | 2010년 11월 11일 | 아동산업                                     |
| 54회 | 2010년 11월 18일 | 삼익악기                                     |
| 55회 | 2010년 12월 2일  | 이너스텍                                     |
| 56회 | 2010년 12월 9일  | 오스템임플란트                               |
| 57회 | 2010년 12월 16일 | 도루코                                       |
| 58회 | 2010년 12월 30일 | 행남자기                                     |

## 같이 보기
- 신화창조의 비밀 (2003년 11월 7일 ~ 2005년 10월 28일)
- 신화창조 (2005년 11월 6일 ~ 2006년 9월 24일)
- 백년의 기업/가게(2011년 1월 9일 ~ 2013년 1월 20일)
- 히든 챔피언(2013년 4월 10일 ~ 2013년 8월 14일)
- 작은 거인(2013년 10월 27일 ~ 2013년 12월 29일)
- 희망기업 열전(2013년 10월 25일 ~ 2014년 5월 2일)